# UCI Europe Tour 2022
Navigation
Édition précédente Édition suivante
L'UCI Europe Tour 2022 est la 18e édition de l'UCI Europe Tour, l'un des cinq circuits continentaux de cyclisme de l'Union cycliste internationale. Il est composé d'environ 220 compétitions organisées du 23 janvier au 16 octobre 2022 en Europe.

## Équipes
Les équipes qui peuvent participer aux différentes courses dépendent de la catégorie de l'épreuve. Par exemple, les UCI WorldTeams ne peuvent participer qu'aux courses .1 et leur nombre par épreuves est limité.
| Catégorie | Catégorie               | Équipes                                                                                 |
| --------- | ----------------------- | --------------------------------------------------------------------------------------- |
| .1        | 1.1 (Course d'un jour)  | * UCI WorldTeam (max 50 %) * UCI ProTeam * Équipe continentale * Sélection nationale    |
| .1        | 2.1 (Course par étapes) | * UCI WorldTeam (max 50 %) * UCI ProTeam * Équipe continentale * Sélection nationale    |
| .2        | 1.2 (Course d'un jour)  | * UCI ProTeam * Équipe continentale * Sélection nationale * Équipe régionale et de club |
| .2        | 2.2 (Course par étapes) | * UCI ProTeam * Équipe continentale * Sélection nationale * Équipe régionale et de club |

## Calendrier des épreuves

### Janvier
| Date | Course                         | Pays    | Classe | Vainqueur          | Équipe                             |
| ---- | ------------------------------ | ------- | ------ | ------------------ | ---------------------------------- |
| 23   | Grand Prix de Valence          | Espagne | 1.2    | Giovanni Lonardi   | Eolo-Kometa                        |
| 26   | Trofeo Calvià                  | Espagne | 1.1    | Brandon McNulty    | UAE Team Emirates                  |
| 27   | Trofeo Alcúdia-Port d'Alcúdia  | Espagne | 1.1    | Biniam Girmay      | Intermarché-Wanty-Gobert Matériaux |
| 28   | Trofeo Serra de Tramuntana     | Espagne | 1.1    | Tim Wellens        | Lotto-Soudal                       |
| 29   | Trofeo Pollença-Port d'Andratx | Espagne | 1.1    | Alejandro Valverde | Movistar                           |
| 30   | Trofeo Playa de Palma-Palma    | Espagne | 1.1    | Arnaud De Lie      | Lotto-Soudal                       |
| 30   | Grand Prix La Marseillaise     | France  | 1.1    | Amaury Capiot      | Arkéa-Samsic                       |
| 30   | Grand Prix Megasaray           | Turquie | 1.2    | Tord Gudmestad     | Uno-X Pro                          |

### Février
| Date  | Course                             | Pays    | Classe | Vainqueur          | Équipe               |
| ----- | ---------------------------------- | ------- | ------ | ------------------ | -------------------- |
| 2-6   | Étoile de Bessèges-Tour du Gard    | France  | 2.1    | Benjamin Thomas    | Cofidis              |
| 5     | Grand Prix Alanya                  | Turquie | 1.2    | Alessio Martinelli | Bardiani CSF Faizanè |
| 10-13 | Tour d'Antalya                     | Turquie | 2.1    | Jacob Hindsgaul    | Uno-X Pro            |
| 12    | Tour de Murcie                     | Espagne | 1.1    | Alessandro Covi    | UAE Team Emirates    |
| 14    | Jaén Paraiso Interior              | Espagne | 1.1    | Alexey Lutsenko    | Astana Qazaqstan     |
| 18-20 | Tour des Alpes-Maritimes et du Var | France  | 2.1    | Nairo Quintana     | Arkéa-Samsic         |
| 19    | Grand Prix Velo Alanya             | Turquie | 1.2    | Igor Chzhan        | Almaty Cycling Team  |
| 20    | Grand Prix Justiniano Race         | Turquie | 1.2    | Yauheni Karaliok   | Minsk CC             |
| 24-27 | Gran Camiño                        | Espagne | 2.1    | Alejandro Valverde | Movistar             |

### Mars
| Date  | Course                                      | Pays     | Classe | Vainqueur               | Équipe                             |
| ----- | ------------------------------------------- | -------- | ------ | ----------------------- | ---------------------------------- |
| 1     | Le Samyn                                    | Belgique | 1.1    | Matteo Trentin          | UAE Team Emirates                  |
| 2     | Trofej Umag-Umag Trophy                     | Croatie  | 1.2    | Daniel Auer             | WSA KTM Graz p/b Leomo             |
| 5     | Ster van Zwolle                             | Pays-Bas | 1.2    | annulé                  | annulé                             |
| 5     | Grand Prix Gazipasa                         | Turquie  | 1.2    | Onur Balkan             | Sakarya BB Team                    |
| 6     | Grand Prix de Lillers-Souvenir Bruno Comini | France   | 1.2    | Milan Menten            | Bingoal Pauwels Sauces WB          |
| 6     | Grand Prix Mediterrennean                   | Turquie  | 1.2    | Anatoliy Budyak         | Terengganu Polygon                 |
| 6     | Visit Friesland Elfstedenrace               | Pays-Bas | 1.2    | Elmar Reinders          | Riwal                              |
| 6     | Grand Prix Jean-Pierre Monseré              | Belgique | 1.1    | Arnaud De Lie           | Lotto-Soudal                       |
| 6     | Poreč Trophy                                | Croatie  | 1.2    | Dušan Rajović           | Corratec                           |
| 10-13 | Istrian Spring Trophy                       | Croatie  | 2.2    | Matthew Riccitello      | Hagens Berman Axeon                |
| 12-13 | South Aegean Tour                           | Grèce    | 2.2    | Matteo Dal-Cin          | Toronto Hustle                     |
| 13    | Tour de Drenthe                             | Pays-Bas | 1.1    | Dries Van Gestel        | TotalEnergies                      |
| 13    | Dorpenomloop Rucphen                        | Pays-Bas | 1.2    | Maikel Zijlaard         | VolkerWessels                      |
| 13    | Classica da Arrabida-Cyclin'Portugal        | Portugal | 1.2    | Orluis Aular            | Caja Rural-Seguros RGA             |
| 16-20 | Tour de l'Alentejo                          | Portugal | 2.2    | Orluis Aular            | Caja Rural-Seguros RGA             |
| 16-20 | Olympia's Tour                              | Pays-Bas | 2.2    | Maikel Zijlaard         | VolkerWessels                      |
| 18    | Youngster Coast Challenge                   | Belgique | 1.2U   | Jensen Plowright        | Continentale Groupama-FDJ          |
| 19    | Grand Prix Manavgat Side                    | Turquie  | 1.2    | Mamyr Stash             | Vozrozhdenie                       |
| 19    | Classic Loire Atlantique (2022)             | France   | 1.1    | Anthony Perez           | Cofidis                            |
| 20    | Cholet-Pays de la Loire                     | France   | 1.1    | Marc Sarreau            | AG2R Citroën                       |
| 20    | International Rhodes Grand Prix             | Grèce    | 1.2    | André Drege             | Coop                               |
| 20    | Per sempre Alfredo                          | Italie   | 1.1    | Marc Hirschi            | UAE Team Emirates                  |
| 20    | La Popolarissima                            | Italie   | 1.2    | Nicolás Gómez Jaramillo | Colpack-Ballan                     |
| 20    | Grand Prix Gündoğmuş                        | Turquie  | 1.2    | Anatoliy Budyak         | Terengganu Polygon                 |
| 20    | Grand Prix Slovenian Istria                 | Slovénie | 1.2    | Daniel Auer             | WSA KTM Graz p/b Leomo             |
| 20    | Grand Prix Criquielion                      | Belgique | 1.2    | Pier-André Côté         | Human Powered Health               |
| 21-27 | Tour de Normandie                           | France   | 2.2    | Mathis Le Berre         | Côtes d'Armor Cyclisme Marie Morin |
| 22-26 | Semaine internationale Coppi et Bartali     | Italie   | 2.1    | Eddie Dunbar            | Ineos Grenadiers                   |
| 24    | GP Vipava Valley & Crossborder Goriška      | Slovénie | 1.2    | Fran Miholjević         | Cycling Team Friuli ASD            |
| 24-27 | International Tour of Rhodes                | Grèce    | 2.2    | Louis Bendixen          | Coop                               |
| 27    | GP Adria Mobil                              | Slovénie | 1.2    | Maciej Paterski         | Voster ATS                         |
| 27    | Roue Tourangelle                            | France   | 1.1    | Nacer Bouhanni          | Arkéa-Samsic                       |
| 27    | Trophée de la ville de San Vendemiano       | Italie   | 1.2U   | Federico Guzzo          | Zalf Euromobil Fior                |

### Avril
| Date  | Course                                               | Pays        | Classe | Vainqueur           | Équipe                      |
| ----- | ---------------------------------------------------- | ----------- | ------ | ------------------- | --------------------------- |
| 1     | Route Adélie de Vitré                                | France      | 1.1    | Axel Zingle         | Cofidis                     |
| 1-3   | Triptyque des Monts et Châteaux                      | Belgique    | 2.2U   | Enzo Paleni         | Continentale Groupama-FDJ   |
| 2     | Volta Limburg Classic                                | Pays-Bas    | 1.1    | Arnaud De Lie       | Lotto-Soudal                |
| 3     | Trofeo Piva                                          | Italie      | 1.2U   | Martin Marcellusi   | Bardiani CSF Faizanè        |
| 5-8   | Circuit de la Sarthe                                 | France      | 2.1    | Olav Kooij          | Jumbo-Visma                 |
| 5-8   | Tour of Mevlana                                      | Turquie     | 2.2    | annulé              | annulé                      |
| 7-10  | Circuit des Ardennes international                   | France      | 2.2    | Lucas Eriksson      | Riwal                       |
| 9     | Trophée Edil C                                       | Italie      | 1.2U   | annulé              | annulé                      |
| 12    | Paris-Camembert                                      | France      | 1.1    | Anthony Delaplace   | Arkéa-Samsic                |
| 12-15 | Tour de Sicile                                       | Italie      | 2.1    | Damiano Caruso      | Italie                      |
| 13-17 | Tour du Loir-et-Cher                                 | France      | 2.2    | Michael Kukrle      | Elkov-Kasper                |
| 15    | Classic Grand Besançon Doubs                         | France      | 1.1    | Jesús Herrada       | Cofidis                     |
| 16    | Tour du Jura (2022)                                  | France      | 1.1    | Ben O'Connor        | AG2R Citroën                |
| 16    | Arno Wallaard Memorial                               | Pays-Bas    | 1.2    | Elmar Reinders      | Riwal                       |
| 16    | Liège-Bastogne-Liège espoirs                         | Belgique    | 1.2U   | Romain Grégoire     | Continentale Groupama-FDJ   |
| 16-17 | Adriatic Lustica Bay Montenegro Race                 | Monténégro  | 2.2    | annulé              | annulé                      |
| 18    | Giro del Belvedere                                   | Italie      | 1.2U   | Romain Grégoire     | Continentale Groupama-FDJ   |
| 19    | G.P. Palio del Recioto-Trofeo C&F Resinatura Blocchi | Italie      | 1.2U   | Romain Grégoire     | Continentale Groupama-FDJ   |
| 24    | Rutland-Melton Cicle Classic                         | Royaume-Uni | 1.2    | Finn Crockett       | Ribble Weldtite Pro Cycling |
| 25    | Gran Premio della Liberazione                        | Italie      | 1.2U   | Henri Uhlig         | Allemagne                   |
| 25-1  | Tour de Bretagne                                     | France      | 2.2    | Johan Le Bon        | Dinan Sport Cycling         |
| 26-29 | EUREGIO Bodensee Rundfahrt                           | Autriche    | 2.2    | annulé              | annulé                      |
| 27-30 | Tour de Grèce                                        | Grèce       | 2.1    | Aaron Gate          | Bolton Equities Black Spoke |
| 29    | Grand Prix Nasielsk-Serock                           | Pologne     | 1.2    | Marceli Bogusławski | HRE Mazowsze Serce Polski   |
| 29-1  | Tour des Asturies                                    | Espagne     | 2.1    | Iván Sosa           | Movistar                    |
| 29-3  | Carpathian Couriers Race                             | Pologne     | 2.2U   | Fran Miholjević     | Cycling Team Friuli ASD     |
| 30    | PWZ Zuidenveld Tour                                  | Pays-Bas    | 1.2    | Coen Vermeltfoort   | VolkerWessels               |
| 30    | Grand Prix Wyszków                                   | Pologne     | 1.2    | Itamar Einhorn      | Israël                      |

### Mai
| Date  | Course                               | Pays       | Classe | Vainqueur              | Équipe                             |        |
| ----- | ------------------------------------ | ---------- | ------ | ---------------------- | ---------------------------------- | ------ |
| 1     | Circuito del Porto-Trofeo Arvedi     | Italie     | 1.2    | Davide Persico         | Colpack-Ballan                     |        |
| 6-8   | CCC Tour-Grody Piastowskie           | Pologne    | 2.2    | annulé                 | annulé                             | annulé |
| 7     | Sundvolden GP                        | Norvège    | 1.2    | Martin Tjøtta          | Ringerike SK                       |        |
| 7     | Tour d'Overijssel                    | Pays-Bas   | 1.2    | Coen Vermeltfoort      | VolkerWessels                      |        |
| 8     | Flèche ardennaise                    | Belgique   | 1.2    | Romain Grégoire        | Continentale Groupama-FDJ          |        |
| 8     | Ringerike GP                         | Norvège    | 1.2    | Sakarias Koller Løland | Uno-X Dare Development             |        |
| 8     | Grand Prix Industrie del Marmo       | Italie     | 1.2U   | Alessio Martinelli     | Bardiani CSF Faizanè               |        |
| 11-15 | Tour de Hongrie                      | Hongrie    | 2.1    | Eddie Dunbar           | Ineos Grenadiers                   |        |
| 12-15 | Tour de Lviv Region                  | Ukraine    | 2.2    | annulé                 | annulé                             | annulé |
| 15    | Paris-Roubaix espoirs                | France     | 1.2U   | annulé                 | annulé                             | annulé |
| 21    | Grand Prix Herning                   | Danemark   | 1.2    | Andreas Stokbro        | Danemark                           |        |
| 21    | Veenendaal-Veenendaal Classic (2022) | Pays-Bas   | 1.1    | Dylan Groenewegen      | BikeExchange Jayco                 |        |
| 21    | Tour du Finistère                    | France     | 1.1    | Julien Simon           | TotalEnergies                      |        |
| 22    | Tour de Cologne                      | Allemagne  | 1.1    | Nils Politt            | Bora-Hansgrohe                     |        |
| 22    | Fyen Rundt                           | Danemark   | 1.2    | Mads Pedersen          | Danemark                           |        |
| 22    | Boucles de l'Aulne-Châteaulin        | France     | 1.1    | Idar Andersen          | Uno-X Pro                          |        |
| 22    | Antwerp Port Epic                    | Belgique   | 1.1    | Florian Vermeersch     | Lotto-Soudal                       |        |
| 22    | GP Gorenjska                         | Slovénie   | 1.2    | Patryk Stosz           | Voster ATS                         |        |
| 25-29 | Flèche du Sud                        | Luxembourg | 2.2    | Thibau Nys             | Baloise Trek Lions                 |        |
| 25-29 | Alpes Isère Tour                     | France     | 2.2    | Yannis Voisard         | Tudor                              |        |
| 26    | Circuit de Wallonie                  | Belgique   | 1.1    | Andrea Pasqualon       | Intermarché-Wanty-Gobert Matériaux |        |
| 26-28 | Tour d'Estonie                       | Estonie    | 2.1    | Evaldas Šiškevičius    | Go Sport-Roubaix Lille Métropole   |        |
| 26-29 | Tour de la Mirabelle                 | France     | 2.2    | Robert Scott           | WiV SunGod                         |        |
| 29    | Coppa della Pace                     | Italie     | 1.2U   | Federico Guzzo         | Zalf Euromobil Fior                |        |
| 29    | Grand Prix Marcel Kint               | Belgique   | 1.1    | Arnaud De Lie          | Lotto-Soudal                       |        |
| 31    | Mercan'Tour Classic Alpes-Maritimes  | France     | 1.1    | Jakob Fuglsang         | Israel-Premier Tech                |        |
| 31-4  | Tour d'Albanie                       | Albanie    | 2.2    | Ylber Sefa             | Albanie                            |        |

### Juin
| Date  | Course                                                              | Pays     | Classe | Vainqueur            | Équipe                             |        |
| ----- | ------------------------------------------------------------------- | -------- | ------ | -------------------- | ---------------------------------- | ------ |
| 2     | Trofeo Alcide Degasperi                                             | Italie   | 1.2    | Pierre-Pascal Keup   | Lotto-Kern-Haus                    |        |
| 2     | Tour des Apennins                                                   | Italie   | 1.1    | Louis Meintjes       | Intermarché-Wanty-Gobert Matériaux |        |
| 2-5   | Ronde de l'Oise                                                     | France   | 2.2    | James Fouché         | Bolton Equities Black Spoke        |        |
| 3-5   | Tour of Malopolska                                                  | Pologne  | 2.2    | Jonas Rapp           | Hrinkow Advarics Cycleang          |        |
| 4     | Flèche de Heist (2022)                                              | Belgique | 1.1    | Arnaud De Lie        | Lotto-Soudal                       |        |
| 4-8   | Adriatica Ionica Race                                               | Italie   | 2.1    | Filippo Zana         | Bardiani CSF Faizanè               |        |
| 5     | Mémorial Philippe Van Coningsloo                                    | Belgique | 1.2    | Cameron Scott        | ARA Pro Racing Sunshine Coast      |        |
| 5     | Trofeo Città di Meldola-GP AWC Event                                | Italie   | 1.2U   | Luca Van Boven       | Lotto-Soudal U23                   |        |
| 6     | Paris-Troyes                                                        | France   | 1.2    | Rob Scott            | WiV SunGod                         |        |
| 6     | Tour du Limbourg                                                    | Belgique | 1.1    | Arnaud De Lie        | Lotto-Soudal                       |        |
| 8     | Coppa Zappi-Trofeo Hotel Antico Borgo                               | Italie   | 1.2U   | Vincent Van Hemelen  | Lotto-Soudal U23                   |        |
| 9-12  | Tour de Haute-Autriche                                              | Autriche | 2.2    | Rainer Kepplinger    | Hrinkow Advarics Cycleang          |        |
| 10    | Grand Prix du canton d'Argovie                                      | Suisse   | 1.1    | Marc Hirschi         | UAE Team Emirates                  |        |
| 10-12 | Tour d'Eure-et-Loir                                                 | France   | 2.2    | Samuel Leroux        | Go Sport-Roubaix Lille Métropole   |        |
| 12    | Tour des onze villes                                                | Belgique | 1.1    | Fabio Jakobsen       | Quick-Step Alpha Vinyl             |        |
| 14    | Mont Ventoux Dénivelé Challenge                                     | France   | 1.1    | Ruben Guerreiro      | EF Education-EasyPost              |        |
| 9-18  | Tour d'Italie espoirs                                               | Italie   | 2.2U   | Leo Hayter           | Hagens Berman Axeon                |        |
| 16-19 | Route d'Occitanie                                                   | France   | 2.1    | Michael Woods        | Israel-Premier Tech                |        |
| 17-19 | Tour du Pays de Montbéliard                                         | France   | 2.2    | Michael Kukrle       | Elkov-Kasper                       |        |
| 19    | Midden-Brabant Poort Omloop                                         | Pays-Bas | 1.2    | Mārtiņš Pluto        | À Bloc CT                          |        |
| 22    | Halle-Ingooigem                                                     | Belgique | 1.1    | annulé               | annulé                             | annulé |
| 29-2  | Course de Solidarność et des champions olympiques                   | Pologne  | 2.2    | Timo Kielich         | Alpecin-Deceuninck Development     |        |
| 30-3  | Grand Prix International de Torres Vedras-Trophée Joaquim Agostinho | Portugal | 2.2    | Frederico Figueiredo | Glassdrive-Q8-Anicolor             |        |

### Juillet
| Date  | Course                                                  | Pays     | Classe | Vainqueur                                | Équipe                                   |
| ----- | ------------------------------------------------------- | -------- | ------ | ---------------------------------------- | ---------------------------------------- |
| 2-6   | Sibiu Cycling Tour                                      | Roumanie | 2.1    | Giovanni Aleotti                         | Bora-Hansgrohe                           |
| 3     | Giro del Medio Brenta                                   | Italie   | 1.2    | Thomas Pesenti                           | Beltrami TSA-Tre Colli                   |
| 5     | Trophée de la ville de Brescia                          | Italie   | 1.2    | Riccardo Verza                           | Zalf Euromobil Fior                      |
| 9     | Visegrad 4 Bicycle Race-GP Czech Republic               | Tchéquie | 1.2    | Adam Ťoupalík                            | Elkov-Kasper                             |
| 10    | Districtenpijl-Ekeren-Deurne                            | Belgique | 1.2    | Coen Vermeltfoort                        | VolkerWessels                            |
| 10    | Visegrad 4 Bicycle Race-GP Poland                       | Pologne  | 1.2    | Marceli Bogusławski                      | HRE Mazowsze Serce Polski                |
| 10    | Grand Prix International de la ville de Nogent-sur-Oise | France   | 1.2    | Alexandar Richardson                     | Saint-Piran                              |
| 13-17 | Tour de la Vallée d'Aoste                               | Italie   | 2.2U   | Lenny Martinez                           | Continentale Groupama-FDJ                |
| 13-17 | Semaine cycliste italienne                              | Italie   | 2.1    | annulé                                   | annulé                                   |
| 16    | Slag om Norg                                            | Pays-Bas | 1.1    | annulé (capacité policière insuffisante) | annulé (capacité policière insuffisante) |
| 16-17 | Grand Prix cycliste de Gemenc                           | Hongrie  | 2.2    | Luke Mudgway                             | Bolton Equities Black Spoke              |
| 18    | Grand Prix Pino Cerami                                  | Belgique | 1.1    | annulé                                   | annulé                                   |
| 23    | Grand Prix Erciyes                                      | Turquie  | 1.2    | Jeroen Meijers                           | Terengganu Polygon                       |
| 23    | Visegrad 4 Kerekparverseny                              | Hongrie  | 1.2    | Adam Ťoupalík                            | Elkov-Kasper                             |
| 24    | GP Kranj                                                | Slovénie | 1.2    | Andrea Peron                             | Novo Nordisk                             |
| 24    | Visegrad 4 Bicycle Race-GP Slovakia                     | Slovénie | 1.2    | Thomas Pesenti                           | Beltrami TSA-Tre Colli                   |
| 24    | Grand Prix de la ville de Pérenchies                    | France   | 1.2    | Laurence Pithie                          | Continentale Groupama-FDJ                |
| 24    | Grand Prix Kayseri                                      | Turquie  | 1.2    | Anatoliy Budyak                          | Terengganu Polygon                       |
| 25    | Prueba Villafranca-Ordiziako Klasika                    | Espagne  | 1.1    | Simon Yates                              | BikeExchange Jayco                       |
| 26    | Memoriał Andrzeja Trochanowskiego                       | Pologne  | 1.2    | Tobias Nolde                             | P&S Benotti                              |
| 27-30 | Dookoła Mazowsza                                        | Pologne  | 2.2    | Marceli Bogusławski                      | HRE Mazowsze Serce Polski                |
| 27-28 | Tour de Castille-et-León                                | Espagne  | 2.1    | Simon Yates                              | BikeExchange Jayco                       |
| 27-31 | Tour Alsace                                             | France   | 2.2    | Finlay Pickering                         | Continentale Groupama-FDJ                |
| 29-1  | Kreiz Breizh Elites                                     | France   | 2.2    | Lucas Eriksson                           | Riwal                                    |
| 31    | Puchar Ministra Obrony Narodowej                        | Pologne  | 1.2    | Jesper Rasch                             | À Bloc CT                                |
| 31    | Circuit de Getxo-Memorial Hermanos Otxoa                | Espagne  | 1.1    | Juan Ayuso                               | UAE Team Emirates                        |
| 31    | Grand Prix Yahyalı                                      | Turquie  | 1.2    | Oleksandr Prevar                         | Spor Toto                                |

### Août
| Date  | Course                                              | Pays     | Classe | Vainqueur             | Équipe                             |
| ----- | --------------------------------------------------- | -------- | ------ | --------------------- | ---------------------------------- |
| 4-7   | Sazka Tour                                          | Tchéquie | 2.1    | Lorenzo Rota          | Intermarché-Wanty-Gobert Matériaux |
| 4-15  | Tour du Portugal                                    | Portugal | 2.1    | Mauricio Moreira      | Glassdrive-Q8-Anicolor             |
| 5-7   | Tour du Kosovo                                      | Kosovo   | 2.2    | annulé                | annulé                             |
| 5-14  | Tour cycliste international de la Guadeloupe (2022) | France   | 2.2    | Stefan Bennett        | EuroCyclingTrips Pro Cycling       |
| 6     | La Maurienne Classic                                | France   | 1.2    | Matthew Dinham        | BridgeLane                         |
| 6     | Scandinavian Race Uppsala                           | Suède    | 1.2    | Rasmus Bøgh Wallin    | Restaurant Suri-Carl Ras           |
| 7     | Tour de Louvain-Mémorial Jef Scherens               | Belgique | 1.1    | Victor Campenaerts    | Lotto-Soudal                       |
| 9-11  | Tour de l'Ain                                       | France   | 2.1    | Guillaume Martin      | Cofidis                            |
| 10-13 | Tour de Szeklerland                                 | Roumanie | 2.2    | Szymon Rekita         | Voster ATS                         |
| 13    | Mémorial Henryk Łasak                               | Pologne  | 1.2    | Tomasz Budziński      | HRE Mazowsze Serce Polski          |
| 14    | Polynormande                                        | France   | 1.1    | Franck Bonnamour      | B&B Hotels-KTM                     |
| 14    | Grand Prix de Poggiana                              | Italie   | 1.2U   | Nicolò Buratti        | Cycling Team Friuli ASD            |
| 14    | Mémoriał Jana Magiery                               | Pologne  | 1.2    | Michael Boroš         | Elkov-Kasper                       |
| 16    | Gran Premio Capodarco                               | Italie   | 1.2U   | Nicolò Buratti        | Cycling Team Friuli ASD            |
| 16-19 | Tour du Limousin-Nouvelle-Aquitaine                 | France   | 2.1    | Alex Aranburu         | Movistar                           |
| 18    | Grand Prix Tomarza                                  | Turquie  | 1.2    | Yacine Hamza          | Algérie                            |
| 18-21 | Baltic Chain Tour                                   | Estonie  | 2.2    | Rait Ärm              | Estonie                            |
| 19    | Grand Prix Kapuzbaşı                                | Turquie  | 1.2    | Mykhaylo Kononenko    | Sakarya BB                         |
| 20    | Grand Prix Develi                                   | Turquie  | 1.2    | Jambaljamts Sainbayar | Terengganu Polygon                 |
| 21    | Coupe Sels                                          | Belgique | 1.1    | Arnaud De Lie         | Lotto-Soudal                       |
| 21    | Grand Prix Cappadocia                               | Turquie  | 1.2    | Anton Kuzmin          | Almaty Cycling Team                |
| 23    | Egmont Cycling Race                                 | Belgique | 1.1    | Arnaud De Lie         | Lotto-Soudal                       |
| 23-26 | Tour Poitou-Charentes en Nouvelle-Aquitaine         | France   | 2.1    | Stefan Küng           | Groupama-FDJ                       |
| 24    | Course des raisins                                  | Belgique | 1.1    | Matis Louvel          | Arkéa-Samsic                       |
| 25-28 | Tour de Sakarya                                     | Turquie  | 2.2    | Mykhaylo Kononenko    | Sakarya BB                         |
| 27-1  | Tour de Bulgarie                                    | Bulgarie | 2.2    | Kyrylo Tsarenko       | Gallina Ecotek Lucchini Colosio    |
| 28    | Ronde van de Achterhoek                             | Pays-Bas | 1.2    | Coen Vermeltfoort     | VolkerWessels                      |

### Septembre
| Date  | Course                                       | Pays      | Classe | Vainqueur              | Équipe                             |
| ----- | -------------------------------------------- | --------- | ------ | ---------------------- | ---------------------------------- |
| 1-3   | Flanders Tomorrow Tour                       | Belgique  | 2.2U   | Lars Boven             | Jumbo-Visma Development            |
| 1-4   | Tour du Frioul-Vénétie julienne              | Italie    | 2.2    | Emiel Verstrynge       | Alpecin-Deceuninck Development     |
| 3     | Lillehammer GP                               | Norvège   | 1.2    | Magnus Bak Klaris      | Restaurant Suri-Carl Ras           |
| 3-4   | In the footsteps of the Romans               | Bulgarie  | 2.2    | Maciej Paterski        | Voster ATS                         |
| 4     | Gylne Gutuer                                 | Norvège   | 1.2    | André Drege            | Coop                               |
| 4     | Tour du Doubs                                | France    | 1.1    | Valentin Madouas       | Groupama-FDJ                       |
| 6-11  | Tour de Roumanie                             | Roumanie  | 2.1    | Mark Stewart           | Bolton Equities Black Spoke        |
| 8-11  | Okolo Jižních Čech-Tour of South Bohemia     | Tchéquie  | 2.2    | Rasmus Bøgh Wallin     | Restaurant Suri-Carl Ras           |
| 11    | Grand Prix de la Somme                       | France    | 1.2    | Rait Ärm               | Continentale Groupama-FDJ          |
| 13-17 | Tour de Slovaquie                            | Slovaquie | 2.1    | Josef Černý            | Quick-Step Alpha Vinyl             |
| 14    | Tour de Toscane-Memorial Alfredo Martini     | Italie    | 1.1    | Marc Hirschi           | UAE Team Emirates                  |
| 14-17 | Tour de Serbie                               | Serbie    | 2.2    | Dawit Yemane           | Bike Aid                           |
| 16    | Championnat des Flandres                     | Belgique  | 1.1    | Fabio Jakobsen         | Quick-Step Alpha Vinyl             |
| 17    | Mémorial Marco Pantani                       | Italie    | 1.1    | annulé                 | annulé                             |
| 17    | Grand Prix Rik Van Looy                      | Belgique  | 1.2    | Coen Vermeltfoort      | VolkerWessels                      |
| 18    | Gooikse Pijl                                 | Belgique  | 1.1    | Gerben Thijssen        | Intermarché-Wanty-Gobert Matériaux |
| 18    | Trophée Matteotti                            | Italie    | 1.1    | annulé                 | annulé                             |
| 18    | Grand Prix d'Isbergues-Pas de Calais         | France    | 1.1    | Arnaud Démare          | Groupama-FDJ                       |
| 21    | Circuit du Houtland Middelkerke-Lichtervelde | Belgique  | 1.1    | Jasper Philipsen       | Alpecin-Deceuninck                 |
| 25    | Paris-Chauny                                 | France    | 1.1    | Simone Consonni        | Cofidis                            |
| 27    | Ruota d'Oro-GP Festa del Perdono             | Italie    | 1.2U   | Jordan Labrosse        | AG2R Citroën U23 Team              |
| 27-2  | Cro Race                                     | Croatie   | 2.1    | Matej Mohorič          | Bahrain Victorious                 |
| 28-2  | Ronde de l'Isard                             | France    | 2.2U   | Johannes Staune-Mittet | Jumbo-Visma Development            |
| 29    | Coppa Agostoni-Giro delle Brianze            | Italie    | 1.1    | Sjoerd Bax             | Alpecin-Deceuninck                 |

### Octobre
| Date | Course                                            | Pays     | Classe | Vainqueur          | Équipe                  |
| ---- | ------------------------------------------------- | -------- | ------ | ------------------ | ----------------------- |
| 2    | Tour de Lombardie amateurs                        | Italie   | 1.2U   | Alec Segaert       | Lotto-Soudal U23        |
| 2    | Grand Prix Bruno Beghelli                         | Italie   | 1.1    | annulé             | annulé                  |
| 2    | Tour de Vendée                                    | France   | 1.1    | Bryan Coquard      | Cofidis                 |
| 2    | Famenne Ardenne Classic                           | Belgique | 1.1    | Axel Zingle        | Cofidis                 |
| 4    | Binche-Chimay-Binche/Mémorial Frank Vandenbroucke | Belgique | 1.1    | Christophe Laporte | Jumbo-Visma             |
| 6    | Paris-Bourges                                     | France   | 1.1    | Jasper Philipsen   | Alpecin-Deceuninck      |
| 8    | Tacx Pro Classic/Ronde van Zeeland                | Pays-Bas | 1.1    | annulé             | annulé                  |
| 9    | Mémorial Rik Van Steenbergen/Kempen Classic       | Belgique | 1.1    | Tim Merlier        | Alpecin-Deceuninck      |
| 9    | Paris-Tours espoirs                               | France   | 1.2U   | Per Strand Hagenes | Jumbo-Visma Development |
| 12   | Tour de Vénétie                                   | Italie   | 1.1    | Matteo Trentin     | UAE Team Emirates       |
| 16   | Veneto Classic                                    | Italie   | 1.1    | Marc Hirschi       | UAE Team Emirates       |
| 16   | Chrono des Nations                                | France   | 1.1    | Stefan Küng        | Groupama-FDJ            |
| 16   | Chrono des Nations espoirs                        | France   | 1.2U   | Alec Segaert       | Lotto-Soudal U23        |

## Classements
- Note: classements définitifs au 18 octobre[7],[8]

### Classement individuel
Il est composé de tous les coureurs du continent qui ont marqué des points au classement mondial UCI 2021. Ils peuvent appartenir à la fois à des équipes amateurs, à des équipes professionnelles, y compris les UCI WorldTeams.
| #  | Coureur              | Équipe                             | Pts.    |
| -- | -------------------- | ---------------------------------- | ------- |
| 1  | Tadej Pogačar        | UAE Team Emirates                  | 5131    |
| 2  | Wout van Aert        | Team Jumbo-Visma                   | 4525    |
| 3  | Remco Evenepoel*     | Deceuninck-Quick Step              | 4402.5  |
| 4  | Jonas Vingegaard     | Team Jumbo-Visma                   | 3154    |
| 5  | Aleksandr Vlasov     | Bora-Hansgrohe                     | 2484    |
| 6  | Arnaud De Lie*       | Lotto-Soudal                       | 2268    |
| 7  | Stefan Küng          | Groupama-FDJ                       | 2180    |
| 8  | Alexander Kristoff   | Intermarché-Wanty-Gobert Matériaux | 2099    |
| 9  | Mathieu van der Poel | Alpecin-Fenix                      | 2003.67 |
| 10 | Alejandro Valverde   | Movistar Team                      | 1996    |
| 11 | Christophe Laporte   | Team Jumbo-Visma                   | 1931    |
| 12 | Arnaud Démare        | Groupama-FDJ                       | 1931    |
| 13 | Pello Bilbao         | Bahrain Victorious                 | 1856    |
| 14 | Benoît Cosnefroy     | AG2R Citroën Team                  | 1781    |
| 15 | Enric Mas            | Movistar Team                      | 1772    |
| 16 | Mads Pedersen        | Trek-Segafredo                     | 1753    |
| 17 | Jasper Philipsen     | Alpecin-Fenix                      | 1702    |
| 18 | Primož Roglič        | Team Jumbo-Visma                   | 1620.5  |
| 19 | Juan Ayuso*          | UAE Team Emirates                  | 1605.5  |
| 20 | Adam Yates           | Ineos Grenadiers                   | 1590    |

* : Coureur de moins de 23 ans

### Classement par équipes
Il est calculé avec la somme des points obtenus par les 8 meilleurs coureurs de chaque équipe (hors WorldTeams) au classement individuel. Le classement inclut uniquement les équipes qui sont enregistrées sur le continent.
| #  | Équipe                          | Pts.    |
| -- | ------------------------------- | ------- |
| 1  | Alpecin-Fenix                   | 8490.67 |
| 2  | Team Arkéa-Samsic               | 7167    |
| 3  | TotalEnergies                   | 6067    |
| 4  | Uno-X Pro Cycling Team          | 2935.63 |
| 5  | B&B Hotels-KTM                  | 2462.33 |
| 6  | Bingoal Pauwels Sauces WB       | 1879    |
| 7  | Sport Vlaanderen-Baloise        | 1775    |
| 8  | Groupama-FDJ                    | 1623.01 |
| 9  | Drone Hopper-Androni Giocattoli | 1551    |
| 10 | Bardiani CSF Faizanè            | 1521    |

| #  | Pays            | Pts.    |
| -- | --------------- | ------- |
| 1  | Belgique        | 17901.5 |
| 2  | Espagne         | 11845.5 |
| 3  | France          | 11774   |
| 4  | Slovénie        | 9930    |
| 5  | Pays-Bas        | 9485.34 |
| 6  | Danemark        | 8876    |
| 7  | Grande-Bretagne | 7709.5  |
| 8  | Italie          | 7195    |
| 9  | Suisse          | 5610    |
| 10 | Norvège         | 5395.09 |

| #  | Pays            | Pts.    |
| -- | --------------- | ------- |
| 1  | Belgique        | 7931.33 |
| 2  | Espagne         | 3399.17 |
| 3  | France          | 2133.17 |
| 4  | Danemark        | 1898.17 |
| 5  | Pays-Bas        | 1860.16 |
| 6  | Italie          | 1806    |
| 7  | Grande-Bretagne | 1625.49 |
| 8  | Norvège         | 1288.18 |
| 9  | Tchéquie        | 1167    |
| 10 | Allemagne       | 963     |